# 小山田昌盛
小山田 昌盛（おやまだ まさもり）は、戦国時代から安土桃山時代の武将。甲斐武田氏家臣。

## 経歴・人物
武田勝頼の側近。天正3年（1575年）8月から活動が確認できる、12月より駿河田中城番となる。のち天正7年（1579年）4月まで朱印状の申次を務める。